# Переския
Переския, также Пейреския (лат. Pereskia), — род южноамериканских растений семейства Кактусовые (Cactaceae).

## Название
Родовое латинское название Pereskia дано в честь французского учёного Никола-Клода де Пейреска (фр. Nicolas-Claude Fabri de Peiresc, 1580—1637).
Русскоязычное название является транслитерацией латинского.

## Ботаническое описание
Представители рода могут быть кустарниками, лианами или деревьями до 20 м высотой. Ветви в молодом возрасте слегка мясистые; ареолы с колючками; глохидии отсутствуют. Листья несколько мясистые, сидячие или на черешках, широкие, плоские, с перистым жилкованием.
Цветки одиночные или в пучковидных, полущитковидных, кистевидных или метельчатых соцветиях, на черешках или сидячие. Околоцветник многорядный; сегменты свободные, раскидистые, от белого до красного, пурпурного или оранжевого цвета. Тычинки многочисленные, прикреплены к основанию околоцветника. Плоды шаровидные, грушевидные или обратнояйцевидные, мясистые. Семена — от 2 до многочисленных.

## Распространение
Природный ареал — Аргентина, Боливия, Бразилия, Колумбия, Французская Гвиана, Гайана, Панама, Парагвай, Перу, Суринам, Венесуэла.

## Таксономия и классификация
Первое действительное описание рода Pereskia было опубликовано Филипом Миллером в четвёртом издании своего The Gardeners Dictionary в 1754 году: он выделил в отдельный род растение, которое у Карла Линнея было включено в род Cactus и называлось Cactus pereskia. Само это растение, которое Миллер называл Pereskia aculeata, было известно и ранее: к примеру, его описывал в своей работе 1703 года Шарль Плюмье.

## Таксономия
Pereskia Mill., первое упоминание в Gard. Dict. Abr., ed. 4.: s.p. (1754).

### Синонимы
Гетеротипные (основанные на разных номенклатурных типах):
- Carpophillus Neck. (1790), opus utique oppr.
- Peirescia Zucc. (1837), orth. var.

### Виды
Подтвержденные виды по данным сайта Plants of the World Online на 2023 год:
- Pereskia aculeata Mill. — Переския шиповатая, или Переския колючая, или Барбадосский крыжовник
- Pereskia diaz-romeroana Cárdenas
- Pereskia horrida DC.
- Pereskia weberiana K.Schum.

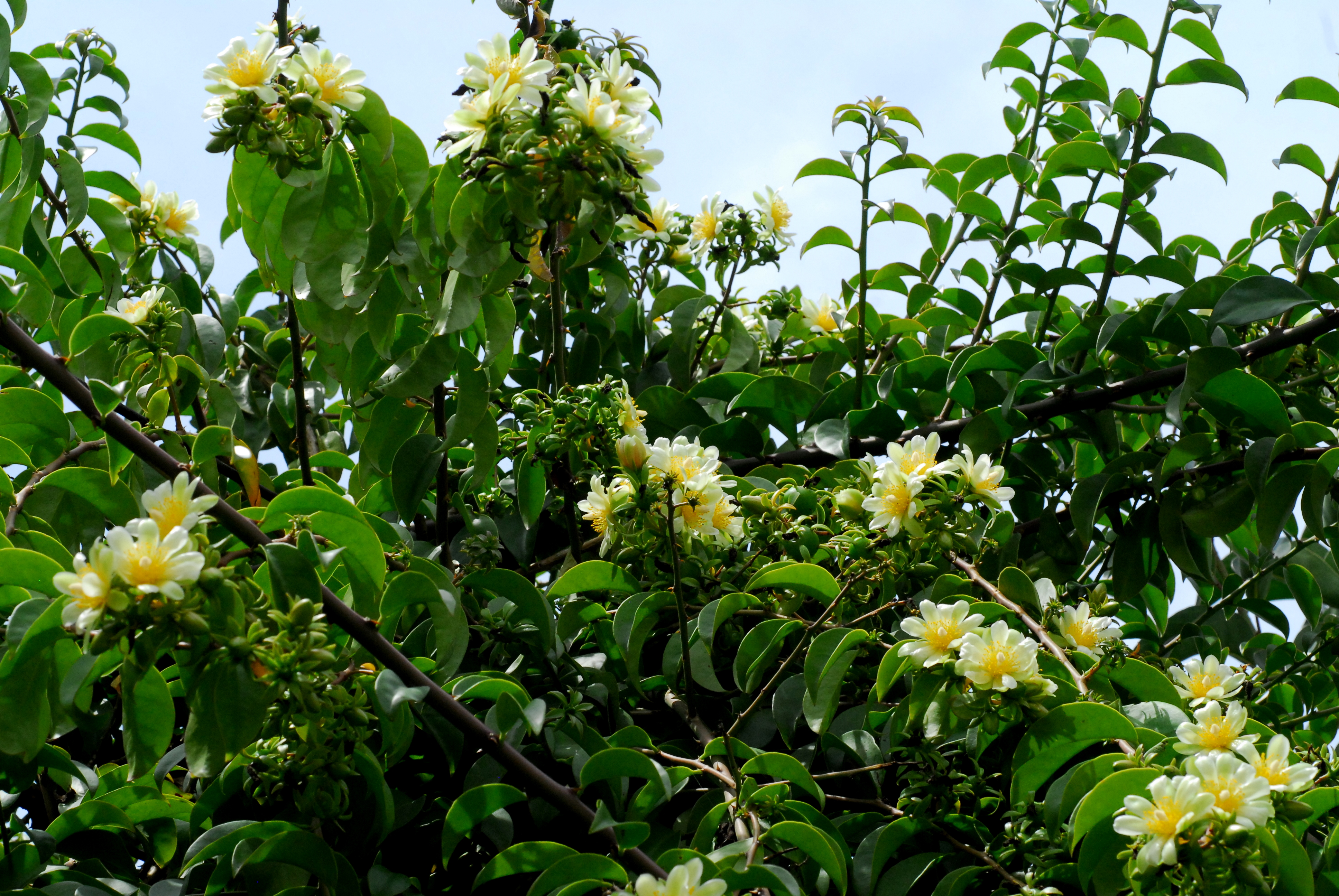
Pereskia aculeata
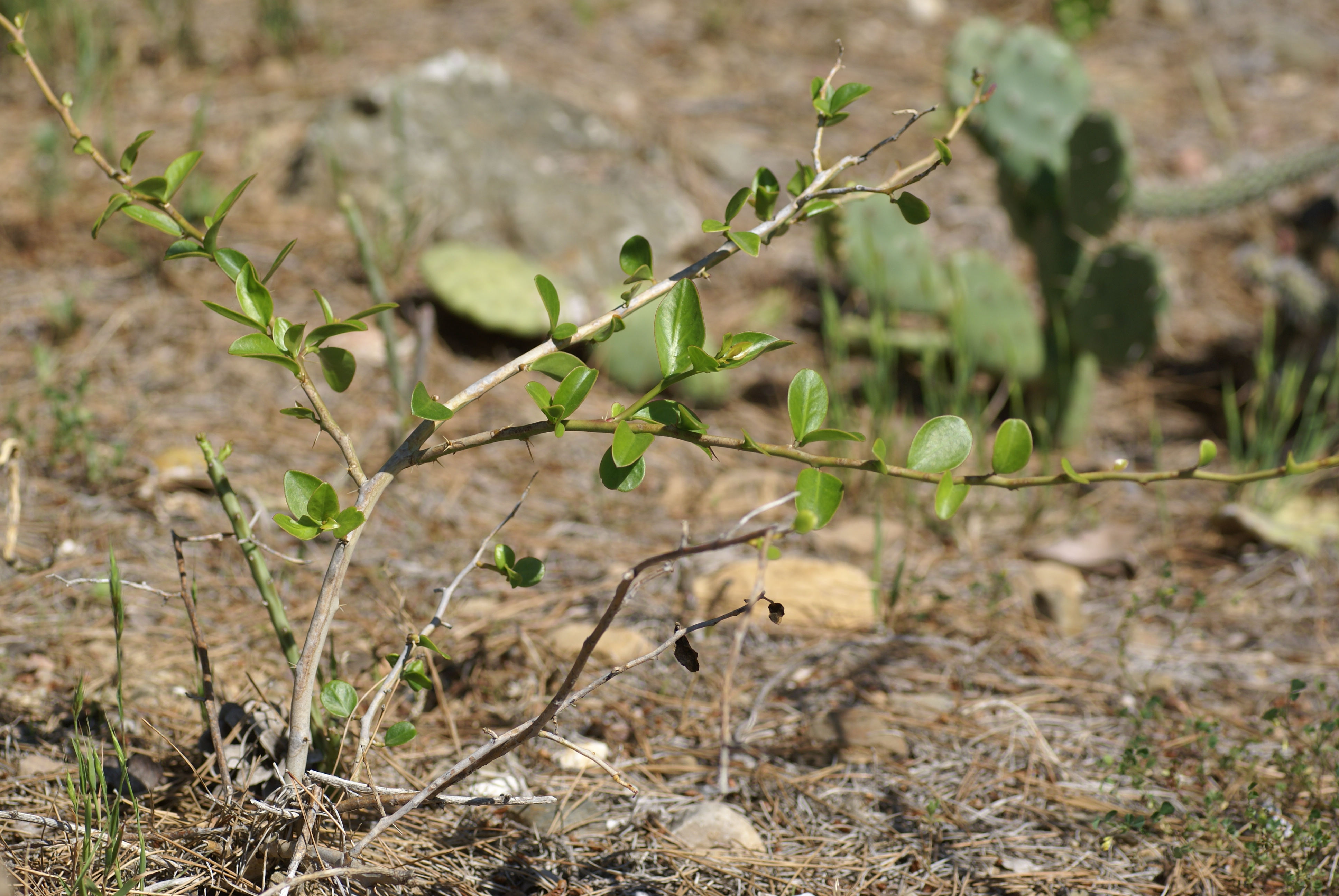
Pereskia diaz-romeroana
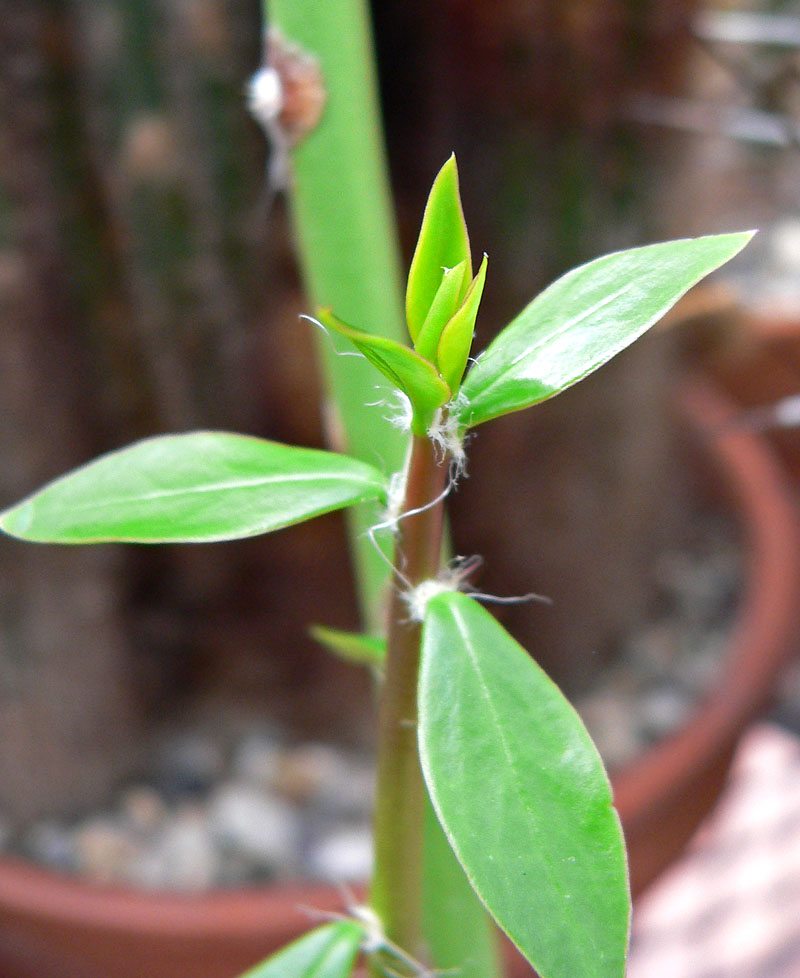
Pereskia horrida
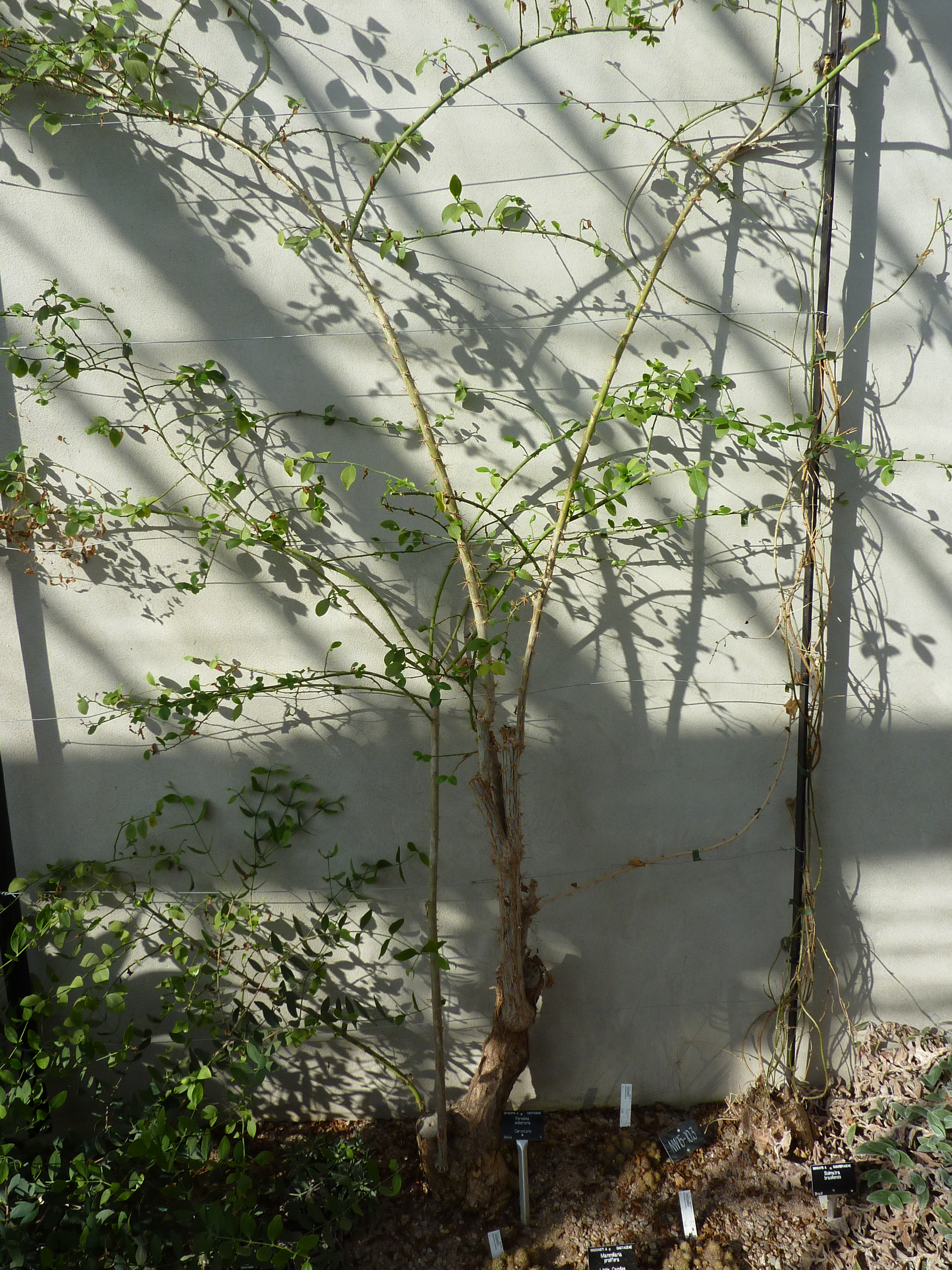
Pereskia weberiana